# Partit Blanc dels Jubilats
El Partit Blanc dels Jubilats (PBJ) va ser un partit polític argentí fundant per José Cabirol Gómez (sobrenomenat "el Defensor dels Jubilats") el 1987. Era de tendència nacionalista i amb forta èmfasi en la defensa d'aquest grup social.

## Història
Va tenir un cert suport electoral a la província de Buenos Aires durant finalitats de la dècada de 1980 i principis de la de 1990. En les eleccions presidencials de l'Argentina de 1989 va presentar a Gómez com a candidat, amb Federico Houssay com a company de fórmula, quedant cinquè lloc amb el 1,88 % dels vots i aconseguint obtenir gairebé el 8 % en el districte bonaerense, aconseguint 7 banques en el Col·legi Electoral. En les eleccions legislatives d'aquest mateix any, Gómez va aconseguir ser triat diputat, única representació parlamentària que va tenir el PBJ. Va desaparèixer gairebé per complet després de l'allunyament i la posterior mort de Cabirol Gómez el 1996.
En les eleccions legislatives de 1997 va obtenir 18 868 vots i no va aconseguir triar cap representant, després de la qual cosa el partit es va dissoldre. El 2003 va renéixer per un breu temps, dirigit per Pinto Kramer, però va obtenir només el 0,11 % dels vots en les eleccions legislatives d'aquest any i va tornar a dissoldre's.